# Juli Crisp
Juli Crisp (en llatí Julius Crispus) va ser un tribú dels pretorians executat per ordre de Septimi Sever durant la guerra contra els parts l'any 199, perquè en estar cansat de les penes de la campanya va criticar els projectes ambiciosos de l'emperador divulgant uns pasquins que duien una cita de Virgili:
| « | Scilicet, ut Turno contingat regia conjux, Nos, animae viles, inhumata infletaque turba, Sternamur campis ... | » |

(Ès evident, perquè Turn tingui per muller la filla d'un rei, cal que nosaltres, ànimes vils, una turba sense tomba ni plor, siguem estressats per les planes...)
Un fet que de per sí no té gaire importància, però confirma allò que Espartià diu de Septimi Sever, que era molt cruel en castigar el que afectés a la seva dignitat personal.